# Maebaši

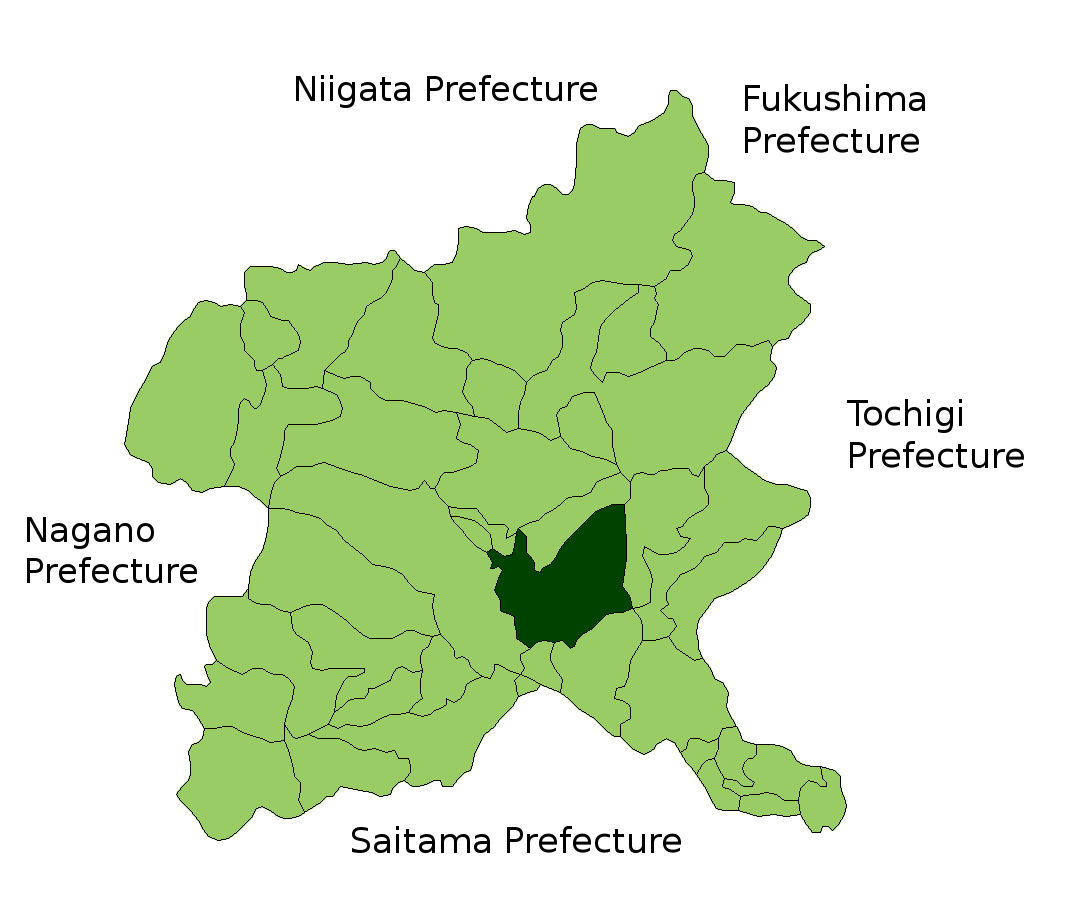
Umístění města v prefektuře Gunma.

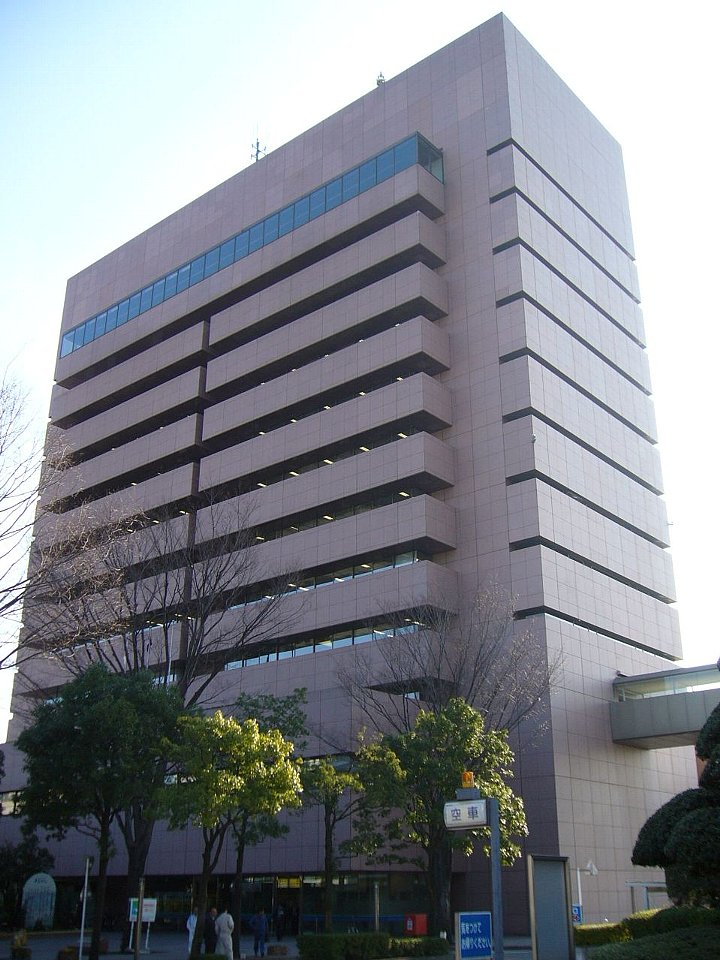
Radnice.

Maebaši (前橋市 Maebaši-ši) je hlavní město prefektury Gunma v Japonsku.
1. dubna 1892 získalo Maebaši status města. 5. prosince 2004 se město Ógo a obce Kasukawa a Mijagi z okresu Seta spojily s městem Maebaši. Po tomto spojení v něm žije, s použitím odhadu z roku 2003, 321 813 obyvatel. Hustota zalidnění je 1334 obyvatel na km². Celková rozloha je 241,22 km².
V období Edo bylo město distribučním centrem výroby hedvábí a zásobovacím zázemím tehdejšího Eda.
Maebaši hostilo Halové mistrovství světa IAAF 1999.

## Partnerská města
- Birmingham, USA
- Hagi, Japonsko
- Menasha, USA
- Orvieto, Japonsko